# Yul Brynner
Yul Brynner, född Julij Borisovitj Briner (ryska: Юлий Борисович Бринер) den 11 juli 1920 i Vladivostok i Ryssland, död 10 oktober 1985 i New York, var en ryskfödd schweizisk-amerikansk skådespelare och sångare. 
Brynners kännetecken var det rakade huvud som han behöll efter den Tony-belönade rollen i musikalen Kungen och jag 1951, för vilken han rakat av sig håret. Bland Brynners filmer märks filmatiseringen av musikalen (1956), för vilken han erhöll en Oscar, De tio budorden (1956), Anastasia (1956), 7 vågade livet (1960), uppföljaren Sju kommer tillbaka (1966), Westworld (1973) samt dess uppföljare Jakten på dubbelgångare (1976).

## Biografi
Yul Brynners mor, Marusija Blagоvidova (ryska: Маруся Благовидова), var dotter till en rysk läkare, och hans far, Boris Briner (ryska: Борис Бринер), var en ingenjör och uppfinnare med schweiziskt och en sextondels mongoliskt ursprung – något Brynner, döpt till Yul efter sin farfar Jules Briner, skulle utnyttja när han senare exotiserade sin bakgrund och beskrev sig själv som född "Taidje Khan", son till en mongolisk man och en zigensk kvinna. 
Sedan fadern övergivit familjen tog Brynners mor honom och hans syster, Vera Briner (ryska: Вера Бринер), till Harbin, Kina, där de gick i en skola driven av YMCA. 1934 flyttade hela familjen till Paris. Yul Brynner kom till USA 1940, där han – på grund av sina utmärkta språkkunskaper – rekryterades av U.S. Office of War Information och arbetade som radiokommentator på franska. År 1946 gjorde han scendebut på Broadway och filmdebuterade sedan 1949 som bandit i B-filmen Port of New York.
Sitt stora genombrott fick Brynner 1951 i rollen som kungen i Broadwayuppsättningen av Kungen och jag; han gjorde 1 246 föreställningar i den första uppsättningen och totalt drygt 4300 föreställningar i och med senare uppsättningar fram till 1985. Han upprepade sin framgång i filmversionen 1956 och erhöll en Oscar för bästa manliga huvudroll.
Brynner var under senare delen av sitt liv bosatt på ett 1500-talsslott i Normandie i Frankrike. 
Yul Brynner avled i lungcancer 1985. Först begravdes han på slottets ägor men när hans änka sålde slottet, flyttade hon hans kvarlevor till en kyrkogård utanför den lilla staden Luzé inte långt från Tours.
Innan sitt frånfälle spelade Yul in en antitobaksreklam som sändes efter hans död, där hans budskap var ”Nu när jag inte längre finns med er vill jag säga följande: Rök inte, vad ni än gör rök helt enkelt inte! Om jag kunde ta tillbaka allt som jag hade rökt så är jag övertygad om att vi inte hade behövt att tala om någon cancer.”

### Privatliv
Brynner var gift fyra gånger och blev far till tre biologiska barn samt två adopterade. Hans första äktenskap var tillsammans med skådespelaren Virginia Gilmore och varade i sexton år, mellan 1944 och 1960. Hans sista äktenskap med Kathy Lee varade från 1983 fram till hans död två år senare.  

## Filmografi i urval
- 1949 – Narkotika
- 1956 – Kungen och jag
- 1956 – De tio budorden
- 1956 – Anastasia
- 1958 – Bröderna Karamazov
- 1958 – Kaparnas konung

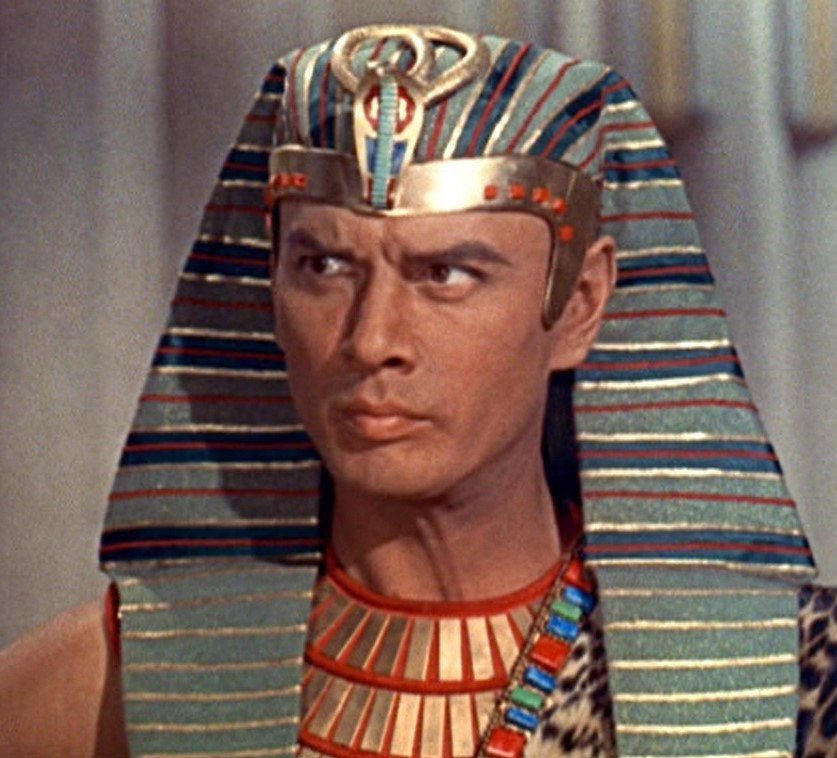
Yul Brynner som farao Ramses II i De tio budorden (1956).

- 1959 – Salomo och drottningen av Saba
- 1959 – Resan
- 1959 – Stormen och vreden
- 1960 – 7 vågade livet
- 1960 – Orfeus testamente eller Fråga mig inte varför
- 1960 – Once More, with Feeling!
- 1960 – Kronan på verket
- 1961 – Tycker ni om Brahms?
- 1962 – I djävulens tjänst
- 1962 – Flykten från Zahrain
- 1963 – Solens konungar
- 1964 – Inbjudan till revolverman
- 1964 – Hjältarna från Ashiya
- 1965 – Sabotören
- 1966 – Triple Cross
- 1966 – Sju kommer tillbaka
- 1966 – Skuggan av en jätte
- 1966 – Djävulens blomma
- 1967 – Dubbelgångaren
- 1967 – Den långa duellen
- 1968 – Pancho Villa
- 1969 – Tokiga grevinnan
- 1969 – Mr Big
- 1969 – Slaget vid Neretva
- 1971 – Catlow
- 1971 – Vrakplundrarna
- 1971 – Romance of a Horsethief
- 1971 – Adios Sabata
- 1972 – Snuten i 87:e
- 1973 – Westworld (film)
- 1973 – Reptilen
- 1975 – The Barony
- 1976 – Jakt på dubbelgångare
- 1976 – Con la rabbia agli occhi